# Станція Коханівка

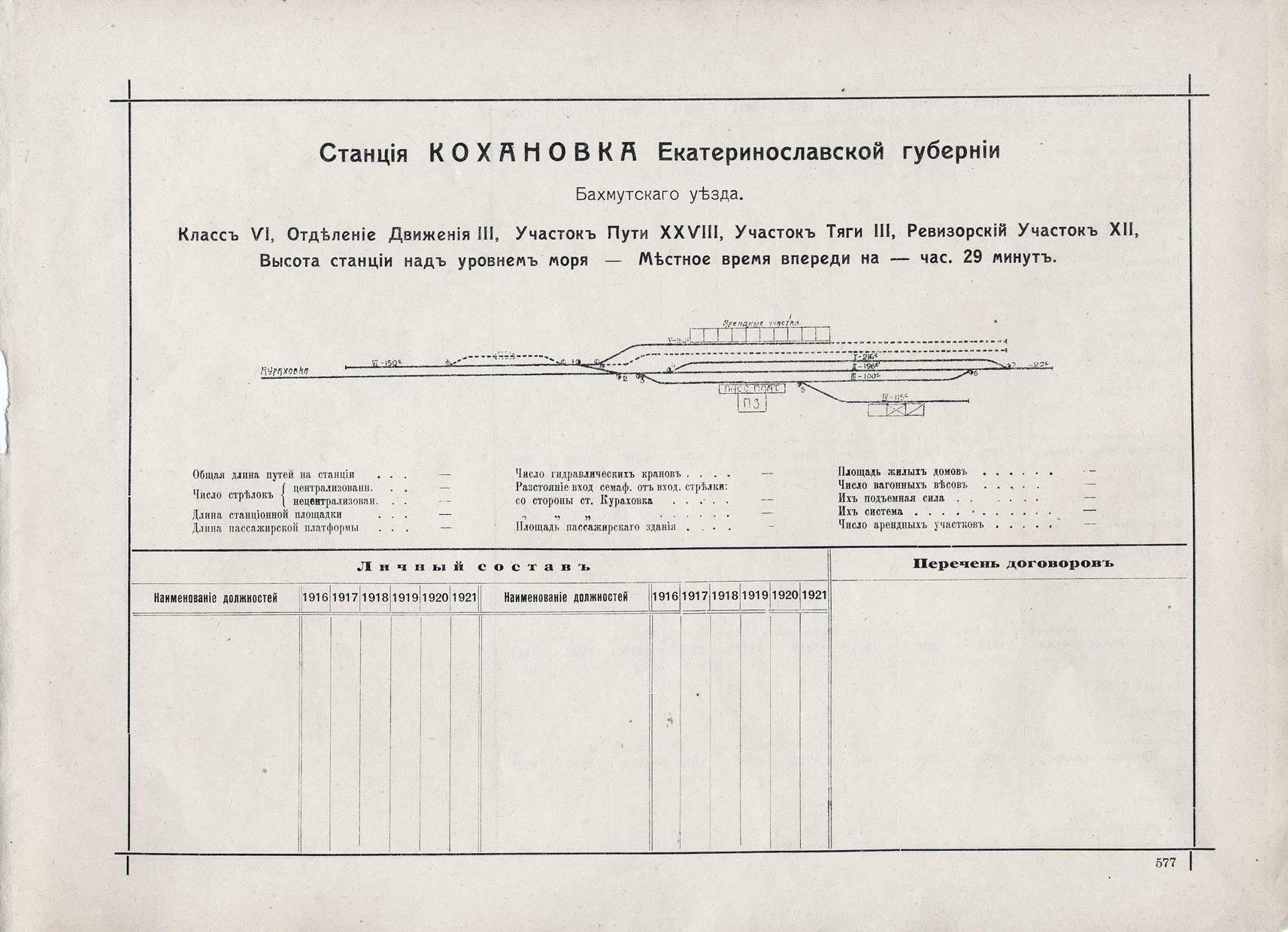
Схема колійного розвитку станції Коханівка, 1917 рік

Коханівка — закрита після 1943 року станція в районі смт Іллінка Мар'їнського району і річки Вовча. Була тупиковою станцією, з'єднувалася колією стандартної ширини із Курахівкою.
За різними проектами кінця XIX — початку ХХ століть цей роздільний пункт називався по-різному: Іллінка, Рузський, Коханівка. Останні дві назви пов'язані із прізвищами місцевих землевласників. Після будівництва у 1914—1918 роках залізниці Рутченкове — Гришине й тупикової гілки від «лінії» до Іллінки, за відповідним роздільним пунктом закріпилася назва «Коханівка». У 1911—1914 і 1921—1924 роках дебатувалося питання облаштування виходу від Іллінки до станції Роя через пост Вовча (кар'єр 35 верста) шляхом облаштування колії між постом та Іллінкою.
Станом на 1917 рік станція Коханівка мала 7 колій, з них — 2 тупики. В подальшому передбачалося обладнання 2 колій (з них — 1 тупика) і подовження одного тупика. Окрім цього, тут мали бути пасажирська будівля, перон, крита й відкрита товарні платформи, пакгауз, вагонні ваги, орендні ділянки під склади. До Коханівки тяжіли Костянтинівський рудник К. С. Пенякова, Володимирівський та Олександро-Михайлівський рудники В. М. Геккера, Іллінський рудник М. М. Чечика, Ольгинкутський «міщанський» рудник Я. Ш. Прахія, Ольгинкутський «селянський» рудник Ф. Д. Грицая, Анненська копальня К. Ф. Лефтерова, Єремєєвська копальня Л. Х. Когана, Успенська копальня С. Ф. Ківатицького й Н. Д. Кругляка, Зиновіївський рудник. Не дивлячись на те, що частина рудників, розташованих на південь від станції, відправляло вугілля до станції Роя, вантажопотік вугілля від Коханівки мав бути досить великий. Втім, у листопаді 1918 року, коли залізничне будівництво через загострення збройного конфлікту перервалося, облаштування станції Коханівка так і не завершилося. Збройне протистояння обернуло ефект від залізниці практично в нуль.
У 1923 календарному році по станції Коханівка було прийнято 68 т різних вантажів, а відправлено - 4597 т (4596 т вугілля і 1 т хліба). В 1923—1924 господарчому році станція Коханівка відправила 2,13 тис. т вугілля та прийняла 16 т солі. При станції діяли рудник № 23 (колишній Олександро-Михайлівський В. М. Геккера), шахти Альошина, Грицая, Журавльова, Кияшка, Лаппа (2 шахти), Логвиненка, Мороза, Попова, Притули, Ременникова, Родіонова, Сидорова, Чепчикова, Чумакова. Усі дрібні шахти були здані в оренду. За останні 3 місяці 1924 року станція Коханівка відправила 117 т, а прийняла менше 7 т різних вантажів. На станції працювали 5 осіб із загальною заробітною платнею 115,37 крб. на місяць. Втім, після 1924 року вантажообіг станції Коханівка різко падає до нуля. Причина: «Донвугілля» розпорядився законсервувати шахти на вказаній ділянці через низькосортність вугілля. Останній сплеск вуглевидобутку в Іллінці доводиться на 1943—1945 — 50-ті роки ХХ століття (відомі шахти № 1 «Іллінка», № 3-1 «біс», «Ударник», № 45, 47, 179, які закрилися до 60-х років ХХ століття), але станції Коханівка в той час вже не було. Пасажирські потяги від Коханівки за весь час її існування також не пішли.
Див. також: Рудниково-Лозівська залізниця. 